# C2C (アニメ制作会社)
株式会社C2C（シートゥシー、英: C2C Co.,Ltd）は、日本のアニメ制作会社。株式会社Triple Aの子会社。

## 歴史
Triple Aの制作デスクであった山田良輔と制作進行の小野拓哉、アニメーターの小田武士らが同社から元請制作の作品を生み出すことを目標に2009年5月、Triple Aの子会社として設立。社名は「Challenge To Challenge」の略であり、親会社のTripleAの企業理念「挑戦なくして成功はなし」から影響を受けている。
アニメーション企画・制作を事業としながらも、設立後は親会社と同じく他社のグロス請けをメインに活動していた。2012年より『ゆるめいつ 3でぃ』などの5分枠ショートアニメの制作担当や、他社との共同制作という形でTVアニメシリーズなどの元請制作を担当。制作会社・サテライトとの共同制作が多く、元請制作開始後もサテライト制作作品のグロス請けを多く担当している。
「いつか元請け制作会社になる」という目標のもと、他社のグロス請けや共同制作、ショートアニメ作品の制作を続け、設立から9年目の2018年に『はるかなレシーブ』で初の30分枠TVアニメーション作品の単独元請け制作を行い目標を達成。以降は元請制作をメインに活動しているが、グロス請けに関してもこれまで通り継続して引き請けている。
2022年2月、社内に仕上げ部を設立。

## 制作部門
東京スタジオ（本社・東京都西東京市田無町7丁目19番3号 プラザハウス海老沢2F）と熊本スタジオ（熊本県熊本市中央区手取本町4番17号 手取本町サムライビル6F）を拠点とし、社内に制作部と作画部を構えている。2020年5月時点で契約社員含め60名のスタッフが所属している。
制作部には制作1課と制作2課があり、制作1課ではTV作品などのアニメーション作品、2017年より始動した制作2課では遊技機（ゲーム作品）内のアニメーションをメインに制作を引き受けている。
作画部では演出、原画、動画のスタッフが在籍している。作画部長は当社元請作品にてメインアニメーターや作画監督を担当する松尾信之。動画部長は当社元請作品の動画検査を務める高橋知也。動画に関しては高橋が2作目の30分枠元請TVアニメーションとなる『ひとりぼっちの○○生活』において、社内の動画検査に新しいシステムを導入。高橋が総動画監修として安定したクオリティの動きを作り出すシステムを構築した。演出家も多数在籍しており、所属演出家の池下博紀が3作目の30分枠元請TVアニメーションとなる『社長、バトルの時間です!』において初監督を務める。
元請作品の第二原画・動画・仕上に関しては当社の本社ビルの1階にあるTriple Aがメインで担当している。当社制作の元請作品やグロス担当作品では動画・仕上げに関して、他の外注スタジオには発注をほとんど行わずに当社とTriple Aのみで動画・仕上げ関連の作業のほぼ全てを賄うことが殆どである。また、撮影処理の一部作業にもTriple Aが参加している場合がある。
撮影処理や3DCGに関しては撮影スタジオのシアンに外注することが多く、CGに関しては3Dディレクターに向純平を起用することが多い。背景美術も外注しており、スタジオワイエスやスタジオちゅーりっぷへの外注が多い。
30分枠の元請を開始して以降、アニメーター・演出家の窪岡俊之を監督に起用することが多く、30分枠元請の第1作目『はるかなレシーブ』や第4作目『魔女の旅々』で監督を務めている。また、窪岡が監督を務める元請作品では当社所属アニメーターの小田武士がキャラクターデザインを担当している。

## 作品

### テレビアニメ
| 開始年 | 放送期間         | タイトル                                                    | 監督                      | シリーズ構成     | アニメーション プロデューサー | 原作             | 備考                 |
| ------ | ---------------- | ----------------------------------------------------------- | ------------------------- | ---------------- | ----------------------------- | ---------------- | -------------------- |
| 2012年 | 4月 - 7月        | ゆるめいつ 3でぃ                                            | 月見里智弘（総） 夕澄慶英 | N/A              | 山田良輔                      | 漫画             | 5分枠ショートアニメ  |
| 2012年 | 7月 - 9月        | ゆるめいつ 3でぃ PLUS                                       | 月見里智弘（総） 夕澄慶英 | N/A              | 山田良輔                      | 漫画             | 5分枠ショートアニメ  |
| 2014年 | 1月 - 3月        | お姉ちゃんが来た                                            | 夕澄慶英                  | N/A              | 山田良輔                      | 漫画             | 5分枠ショートアニメ  |
| 2014年 | 1月              | GO!GO!575                                                   | 安斎剛文                  | 小柳啓伍         | 山田良輔                      | メディアミックス | 共同制作：Lay-duce   |
| 2014年 | 4月 - 9月        | M3〜ソノ黒キ鋼〜                                            | 佐藤順一                  | 岡田麿里         | 金子文雄                      | オリジナル       | 共同制作：サテライト |
| 2015年 | 7月 - 12月       | アクエリオンロゴス                                          | 佐藤英一                  | 熊谷純           | 渡部雄介 山田良輔             | オリジナル       | 共同制作：サテライト |
| 2017年 | 4月 - 6月        | 終末なにしてますか? 忙しいですか? 救ってもらっていいですか? | 和田純一                  | 枯野瑛           | 金子文雄 山田良輔             | 小説             | 共同制作：サテライト |
| 2018年 | 7月 - 9月        | はるかなレシーブ                                            | 窪岡俊之                  | 待田堂子         | 山田良輔 島田洋輔             | 漫画             |                      |
| 2019年 | 4月 - 6月        | ひとりぼっちの○○生活                                        | 安斎剛文                  | 花田十輝         | 山田良輔 島田洋輔             | 漫画             |                      |
| 2020年 | 4月 - 6月        | 社長、バトルの時間です!                                     | 池下博紀                  | 猪原健太         | 島田洋輔                      | ゲーム           |                      |
| 2020年 | 10月 - 12月      | 魔女の旅々                                                  | 窪岡俊之                  | 筆安一幸         | 早坂一将                      | 小説             |                      |
| 2021年 | 7月 - 9月        | 月が導く異世界道中                                          | 石平信司                  | 猪原健太         | 島田洋輔 佃昇平               | 小説             |                      |
| 2021年 | 10月 - 12月      | プラオレ!〜PRIDE OF ORANGE〜                                | 安斎剛文                  | 待田堂子         | 早坂一将                      | メディアミックス |                      |
| 2022年 | 10月 - 12月      | 転生したら剣でした                                          | 石平信司                  | 永野たかひろ     | 島田洋輔                      | 小説             |                      |
| 2023年 | 1月 - 3月        | 便利屋斎藤さん、異世界に行く                                | 窪岡俊之                  | 猪原健太         | 早坂一将                      | 漫画             |                      |
| 2023年 | 4月 - 6月        | 江戸前エルフ                                                | 安斎剛文                  | ヤスカワショウゴ | 山田良輔                      | 漫画             |                      |
| 2023年 | 10月 - 2024年3月 | シャングリラ・フロンティア                                  | 窪岡俊之                  | 筆安一幸         | 山田良輔                      | 小説 漫画        | 第1期                |
| 2024年 | 10月 - 2025年3月 | シャングリラ・フロンティア                                  | 窪岡俊之                  | 筆安一幸         | 山田良輔                      | 小説 漫画        | 第2期                |

### OVA
| 開始年 | タイトル         | 監督     | 原作       | 共同制作 |
| ------ | ---------------- | -------- | ---------- | -------- |
| 2016年 | 天地無用! 魎皇鬼 | 高橋英俊 | オリジナル | AIC      |

### 制作協力
テレビアニメ
- 鋼の錬金術師 FULLMETAL ALCHEMIST（制作元請：ボンズ、各話制作協力、2009年-2010年）
- バトルスピリッツ 少年激覇ダン（制作元請：サンライズ、各話制作協力、2009年-2010年）
- とある科学の超電磁砲（制作元請：J.C.STAFF、各話制作協力、2009年-2010年）
- 犬夜叉 完結編（制作元請：サンライズ、各話制作協力、2009年-2010年）
- ミラクル☆トレイン〜大江戸線へようこそ〜（制作元請：ゆめ太カンパニー、各話制作協力、2009年）
- こばと。（制作元請：マッドハウス、各話制作協力、2009年-2010年）
- FAIRY TAIL（制作元請：A-1 Pictures・サテライト、各話制作協力、2009年-2013年）
- スーパーロボット大戦OG -ジ・インスペクター-（制作元請：旭プロダクション、各話制作協力、2011年）
- STAR DRIVER 輝きのタクト（制作元請：ボンズ、各話制作協力、2010年-2011年）
- おとめ妖怪 ざくろ（制作元請：J.C.STAFF、各話制作協力、2010年）
- 神のみぞ知るセカイ（制作元請：マングローブ、各話制作協力、2010年）
- もっとTo LOVEる -とらぶる-（制作元請：XEBEC、各話制作協力、2010年）
- FORTUNE ARTERIAL 赤い約束（制作元請：ZEXCS・feel.、各話制作協力、2010年）
- 魔法少女まどか☆マギカ（制作元請：シャフト、各話制作協力、2011年）
- 殿といっしょ 〜眼帯の野望〜（制作元請：ギャザリング、制作協力、2011年）
- 神のみぞ知るセカイII（制作元請：マングローブ、各話制作協力、2011年）
- うたの☆プリンスさまっ♪ マジLOVE1000%（制作元請：A-1 Pictures、各話制作協力、2011年）
- NO.6（制作元請：ボンズ、各話制作協力、2011年）
- バカとテストと召喚獣にっ!（制作元請：SILVER LINK.、各話制作協力、2011年）
- C3 -シーキューブ-（制作元請：SILVER LINK.、各話制作協力、2011年）
- バクマン。2（制作元請：J.C.STAFF、各話制作協力、2011年-2012年）
- マケン姫っ!（制作元請：AICスピリッツ、各話制作協力、2011年）
- ましろ色シンフォニー（制作元請：マングローブ、各話制作協力、2011年）
- 戦姫絶唱シンフォギア（制作元請：サテライト、各話制作協力、2012年）
- エリアの騎士（制作元請：シンエイ動画、各話制作協力、2012年）
- ダンボール戦機W（制作元請：OLM TEAM INOUE、各話制作協力、2012年）
- 聖闘士星矢Ω（制作元請：東映アニメーション、各話制作協力、2012年-2014年）
- 君と僕。2（制作元請：J.C.STAFF、各話制作協力、2012年）
- エウレカセブンAO（制作元請：ボンズ、各話制作協力、2012年）
- 超訳百人一首 うた恋い。（制作元請：TYOアニメーションズ、各話制作協力、2012年）
- 貧乏神が!（制作元請：サンライズ、各話制作協力、2012年）
- だから僕は、Hができない。（制作元請：feel.、各話制作協力、2012年）
- ソードアート・オンライン（制作元請：A-1 Pictures、各話制作協力、2012年）
- ジョジョの奇妙な冒険（制作元請：デイヴィッドプロダクション、各話制作協力、2012年-2013年）
- マギ（制作元請：A-1 Pictures、各話制作協力、2012年-2013年）
- カードファイト!! ヴァンガード リンクジョーカー編（制作元請：トムス・エンタテインメント、各話制作協力、2013年）
- ダンボール戦機WARS（制作元請：オー・エル・エム、各話制作協力、2013年）
- うたの☆プリンスさまっ♪ マジLOVE2000%（制作元請：A-1 Pictures、各話制作協力、2013年）
- 惡の華（制作元請：ZEXCS、各話制作協力、2013年）
- 俺の妹がこんなに可愛いわけがない。（制作元請：A-1 Pictures、各話制作協力、2013年）
- 変態王子と笑わない猫。（制作元請：J.C.STAFF、各話制作協力、2013年）
- 戦姫絶唱シンフォギアG（制作元請：サテライト、各話制作協力、2013年）
- 魔界王子 devils and realist（制作元請：動画工房、各話制作協力、2013年）
- 神のみぞ知るセカイ 女神篇（制作元請：マングローブ、各話制作協力、2013年）
- 私がモテないのはどう考えてもお前らが悪い!（制作元請：SILVER LINK.、各話制作協力、2013年）
- 妖怪ウォッチ（制作元請：OLM TEAM INOUE、各話制作協力、2014年）
- のうりん（制作元請：SILVER LINK.、各話制作協力、2014年）
- 棺姫のチャイカ（制作元請：ボンズ、各話制作協力、2014年）
- ピンポン THE ANIMATION（制作元請：タツノコプロ、各話制作協力、2014年）
- アオハライド（制作元請：Production I.G、各話制作協力、2014年）
- 東京ESP（制作元請：XEBEC、各話制作協力、2014年）
- 東京喰種トーキョーグール√A（制作元請：studioぴえろ、各話制作協力、2015年）
- アイドルマスター シンデレラガールズ（制作元請：A-1 Pictures、各話制作協力、2015年）
- SHOW BY ROCK!!（制作元請：ボンズ、各話制作協力、2015年）
- GATE 自衛隊 彼の地にて、斯く戦えり（制作元請：A-1 Pictures、各話制作協力、2015年）
- Classroom☆Crisis（制作元請：Lay-duce、各話制作協力、2015年）
- 赤髪の白雪姫（制作元請：ボンズ、各話制作協力、2015年）
- のんのんびより りぴーと（制作元請：SILVER LINK.、各話制作協力、2015年）
- ナースウィッチ小麦ちゃんR（制作元請：タツノコプロ、OP制作、各話制作協力、2016年）
- マクロスΔ（制作元請：サテライト、各話制作協力、2016年）
- ハンドレッド（制作元請：プロダクションアイムズ、各話制作協力、2016年）
- SUPER LOVERS（制作元請：スタジオディーン、各話制作協力、2016年）
- 文豪ストレイドッグス（制作元請：ボンズ、各話制作協力、2016年）
- ハイスクール・フリート（制作元請：プロダクションアイムズ、各話制作協力、2016年）
- 三者三葉（制作元請：動画工房、各話制作協力、2016年）
- マギ シンドバッドの冒険（制作元請：Lay-duce、各話制作協力、2016年）
- B-PROJECT〜鼓動*アンビシャス〜（制作元請：A-1 Pictures、各話制作協力、2016年）
- SHOW BY ROCK!!#（制作元請：ボンズ、各話制作協力、2016年）
- 魔装学園H×H（制作元請：プロダクションアイムズ、各話制作協力、2016年）
- 斉木楠雄のΨ難（制作元請：EGG FIRM×J.C.STAFF、各話制作協力、2016年）
- デジモンユニバース アプリモンスターズ（制作元請：東映アニメーション、原画、2016年）
- 終末のイゼッタ（制作元請：亜細亜堂、各話制作協力、2016年）
- タイムボカン24（制作元請：タツノコプロ、各話制作協力、2016年）
- ナンバカ（制作元請：サテライト、各話制作協力、2016年-2017年）
- エルドライブ【ēlDLIVE】（制作元請：studioぴえろ、各話制作協力、2017年）
- この素晴らしい世界に祝福を!2（制作元請：スタジオディーン、各話制作協力、2017年）
- 僕のヒーローアカデミア (第2期)（制作元請：ボンズ、各話制作協力、2017年）
- SUPER LOVERS 2（制作元請：スタジオディーン、各話制作協力、2017年）
- おそ松さん (第2期)（制作元請：studioぴえろ、各話制作協力、2017年-2018年）
- 食戟のソーマ 餐ノ皿（制作元請：J.C.STAFF、各話制作協力、2017年-2018年）
- 博多豚骨ラーメンズ（制作元請：サテライト、各話制作協力、2018年）
- 妖怪ウォッチ シャドウサイド（制作元請：OLM TEAM INOUE、各話制作協力、2018年 - 2019年）
- ゆるキャン△ SEASON3（制作元請：エイトビット、6話制作協力、2024年）

OVA
- エア・ギア 黒の羽と眠りの森 -Break on the sky-（制作元請：サテライト、各話制作協力、2011年）

Webアニメ
- ニンジャボックス シーズン1（制作元請：タツノコプロ、全6話総グロス、2019年）
- ニンジャボックス シーズン2（制作元請：タツノコプロ、全16話総グロス、2019年）

アニメーションPV・CM
- マクドナルド アニメーションCM『グラコロ 30秒TVCM「あったかいって、ごほうびだ。」篇』（制作元請：ジーアングル、制作協力、2019年）
- マンガPV『ダン×バド』（制作元請：サテライト、制作協力、2019年）

### その他
- アプリゲーム『古の女神と宝石の射手』 CM第2弾（2014年）

## 関連人物
所属スタッフ
- 山田良輔（代表取締役社長・統括プロデューサー）
- 島田洋輔（制作1課アニメーションプロデューサー）
- 早坂一将（制作1課アニメーションプロデューサー）
- 小野拓哉（制作2課アニメーションプロデューサー）
- 松尾信之（作画部長）
- 高橋知也（動画部長）
- 小田武士（キャラクターデザイン・総作画監督・アニメーター）
- 河野絵美（キャラクターデザイン・総作画監督・アニメーター）
- 齋藤温子（キャラクターデザイン・総作画監督・アニメーター）
- 吉田巧介（総作画監督・アニメーター）
- 池下博紀（監督・演出家）
- 大木比呂（演出家）

関連人物
- 夕澄慶英（監督・演出家・脚本）
- 窪岡俊之（監督・演出家・アニメーター）
- 安齋剛文（監督・演出家）
- 石平信司（監督・演出家）
- 西野武志（演出家・アニメーター）
- 宝井俊介（演出家・アニメーター）
- 田中紀衣（キャラクターデザイン・総作画監督・アニメーター）
- 壽恵理子（作画監督・アニメーター）
- 芳賀亮（作画監督・アニメーター）
- 向純平（3Dディレクター）
- 柳圭介（編集）